# Vysoká u Jevíčka

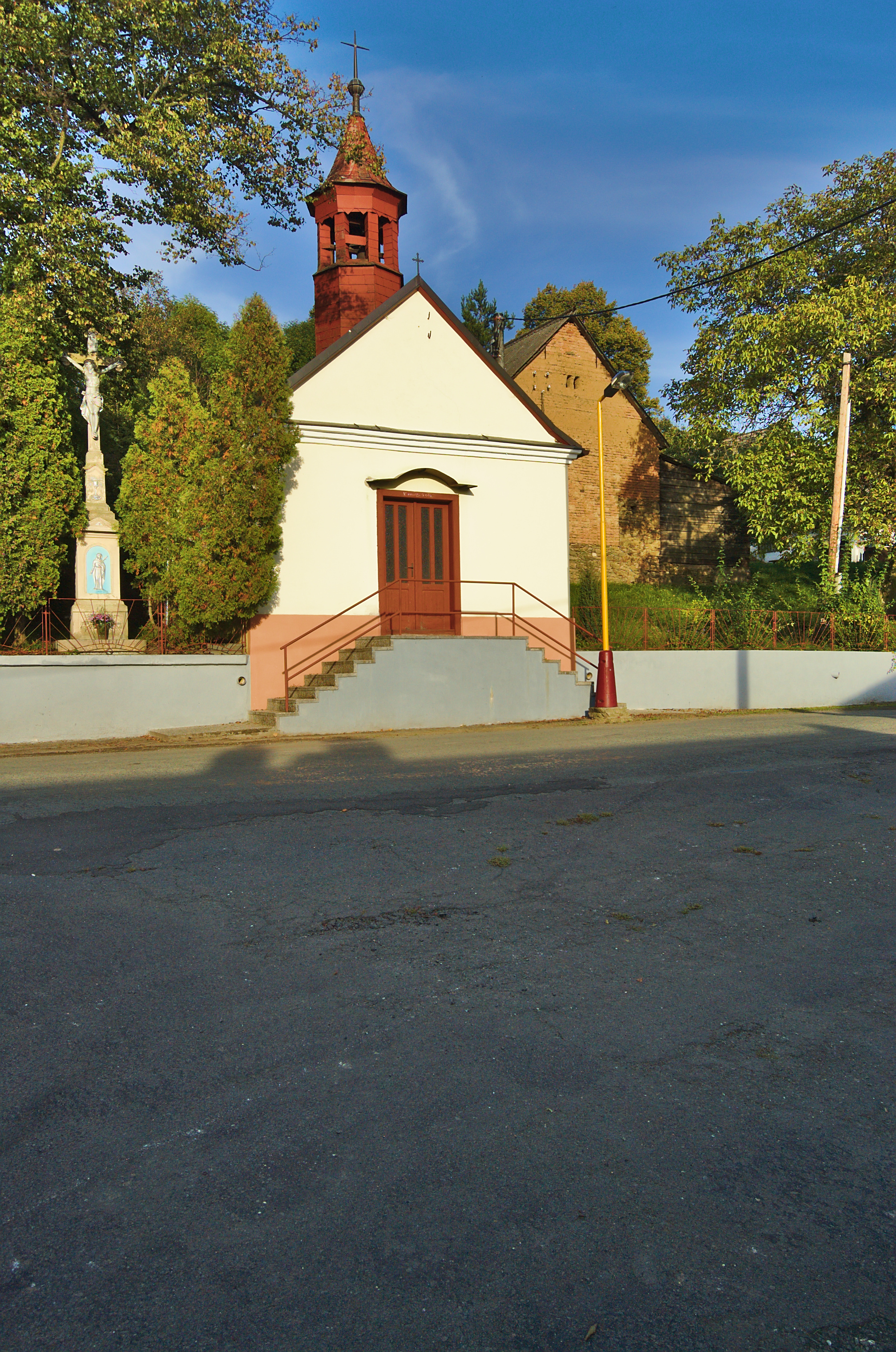
Kapelle der hl. Dreifaltigkeit

Vysoká (deutsch Wysoka, 1939–1945: Wissoka) ist eine Gemeinde in Tschechien. Sie liegt 14 Kilometer südöstlich von Moravská Třebová und gehört zum Okres Svitavy.

## Geographie
Vysoká befindet sich auf dem Sattel Skalky im Westen des Drahaner Berglandes nahe der Boskowitzer Furche.
Nachbarorte sind Hartinkov im Norden, Ospělov im Osten, Trpín, Ošíkov und Kladky im Südosten, Chobyně im Süden, Zálesí im Südwesten, Březinky und Nectava im Westen sowie  Vražné im Nordwesten.

## Geschichte
Das Gebirgsdorf wurde 1720 durch den Besitzer der Herrschaft Biskupice, Wilhelm Adalbert Kolowrat von Liebstein gegründet. Dabei wurde der Hof "Na Vysoké" parzelliert und 15 Familianten angesiedelt. Gepfarrt wurde der neue Ort nach Jevíčko, da die Pfarre in Biskupice seit 1618 unbesetzt war.
1775 teilte Marie Antonia von Blümegen die zum Hof gehörige Schäferei ebenfalls unter 15 Familianten auf. Die Bevölkerung des von Wäldern umgebenen Ortes lebte vornehmlich von der Landwirtschaft, die wegen der steinigen Böden wenig ertragreich war, so dass ein Nebenerwerb durch Hausweberei gesucht wurde. 1785 wurde Wissoka nach Kladek umgepfarrt, wo auch die Schule war.
Nach der Aufhebung der Patrimonialherrschaften bildete Vysoká zusammen mit Nectava eine Gemeinde, die 1854 228 Einwohner hatte. Ab 1869 bildete das kleine Dorf einen Ortsteil von Březinky. 1880 wurde Vysoká zur selbstständigen Gemeinde im Bezirk Moravská Třebová. Zu dieser Zeit lebten in Vysoká noch 152 Menschen. Seitdem ist die Bevölkerung stark rückläufig, 1950 hatte der Ort 66 Einwohner.
Während der deutschen Besetzung gehörte das rein tschechisch besiedelte Dorf zum Protektorat Böhmen und Mähren und war von 1941 bis 1945 dem politischen Bezirk Littau zugeordnet. Nach dem Ende des Zweiten Weltkrieges kam Vysoká zum Okres Moravská Třebová zurück und wurde 1961 nach dessen Auflösung Teil des Okres Svitavy. Heute dienen die meisten Häuser des Ortes als Ferienhäuser.

## Sehenswürdigkeiten
- Kapelle der hl. Dreifaltigkeit, erbaut 1867
- Steinernes Kreuz neben der Kapelle, geschaffen 1855